# (73480) 2002 PN34
(73480) 2002 PN34 – planetoida z grupy obiektów transneptunowych okrążająca Słońce w ciągu około 171 lat w średniej odległości 30,8 j.a. Jest zaliczana do centaurów. Została odkryta 6 sierpnia 2002 roku w programie NEAT. Średnica tej planetoidy szacowana jest na 112 km.